# The Montréal Tapes: with Geri Allen and Paul Motian
The Montréal Tapes: with Geri Allen and Paul Motian (auch The Montreal Tapes: Volume 3 bzw. The Montreal Tapes (Geri Allen, Paul Motian)) ist ein Jazzalbum von Charlie Haden mit Geri Allen und Paul Motian. Die am 1. Juli 1989 auf dem Festival International de Jazz de Montréal entstandenen Aufnahmen erschienen in Frankreich 1997, in den USA 1998 auf Verve Records.

## Hintergrund
Geri Allen, Charlie Haden und Paul Motian nahmen – nach einem ersten gemeinsamen Album 1987 (Etudes) – im Frühjekr 1989 in zwei weiteren Studiosessions die Alben In the Year of the Dragon und Segments auf. Es folgte der Auftritt auf dem Festival International de Jazz de Montréal, bei dem die Musiker sieben Stücke aus den vorangegangenen Studioalben darboten.
Haden hatte für das Festival International de Jazz in Montreal die Möglichkeit erhalten, seine Lieblingskollegen auszusuchen und an mehreren Abenden hintereinander mit ihnen in unterschiedlichen Konstellationen aufzutreten. Das Festival ehrte den Bassisten mit einer Reihe von acht Konzerten, bei denen er jeden Abend eine andere Gruppe leitete. Geri Allen und Paul Motan traten auf dem Festival außerdem mit Charlie Hadens Liberation Music Orchestra auf; der Mitschnitt erschien ebenfalls in der Reihe The Montreal Tapes auf Verve Records 1999.
Geri Allen steuerte die Komposition „For John Malachi“, die die Pianistin dem weitgehend vergessenen Pianisten und Begleiter von Trummy Young, Charlie Parker, Billy Eckstine oder Louis Jordan gewidmet hatte.

## Titelliste
- Charlie Haden: The Montréal Tapes with Geri Allen, Paul Motian (Verve Records 537 483-2)[6]
  1. Blues in Motian (Charlie Haden) 8:22
  2. Fiasco (Paul Motian) 11:59
  3. First Song (Charlie Haden) 9:20
  4. Dolphy’s Dance (Geri Allen) 6:13
  5. For John Malachi (Geri Allen) 6:35
  6. In the Year of the Dragon (Paul Motian) 7:37

## Rezeption

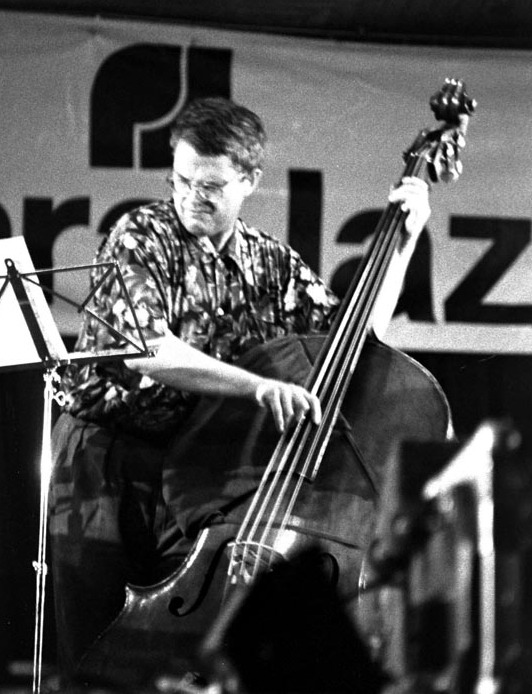
Charlie Haden einem Auftritt in Pescara 1990

Richard S. Ginell verlieh dem Album in AllMusic vier Sterne und schrieb, das Spiel des langjährigen Trios sei stets technisch versiert, oft auch experimentierfreudig. Andere Tracks seien wiederum besinnlich in einer Weise, die an das amerikanische Quartett von Keith Jarrett erinnere, dessen Anker Haden und Motian waren.
Wenn sich Haden in mehreren der Montreal Tapes ganz bewusst auf das Pianotrio konzentrierte, so tat er dies, um in der klassischen Form bewusst nach neuen Herausforderungen zu suchen, hieß es in der Jazzzeitung. „Mit der hinreißenden Geri Allen an den Tasten unternahmen er und der Drummer Paul Motian eine rauschhafte Tauchfahrt hinab in die lange, dunkle Tradition des Blues, erkundeten auf dem tiefen Grund das traditionelle Fundament des Jazz, um darauf eigene, komplexe Gebilde voller Expressivität und Farbenpracht zu bauen.“ Die Homage „For John Malachi“ habe für das Trio so etwas wie das große Leitmotto des Events dargestellt: „zügelloses Überschreiten der Grenzen, Exkurse ohne jedwede Beschränkungen, aber doch immer wieder die Rückkehr zum gemeinsamen Ausgangspunkt des Ur-Groove.“
Owen Cordle schrieb in JazzTimes, das Set mit Geri Allen sei stachelig und oft draufgängerisch; im Vergleich dazu sei das Set mit Rubalcaba sei dagegen geradlinig und herumtollend. Das Allen-Set klinge nach Hadens Natur wahrer, gemessen an seinen früheren Aufnahmen. Das freieste Stück in dem Allen-Set sei Motians „Fiasco“; der Schlagzeug führt darin ein, wobei Geri Allen Cecil-Taylor-ähnliche Wirbel sende, Haden Quietschen und Knurren erzeuge und Motian Vignetten mit Schlagzeug anbiete. Alle drei Musiker wären bei diesem Set in guter Form gewesen.
Richard Cook und Brian Morton verliehen dem Album dreieinhalb Sterne und schrieben 2003 in der sechsten Auflage des Penguin Guide to Jazz dass man vermuten könnte, hier hätten konkurrierende Vorstellungen oder einige unangenehme Impulsverschiebungen zwischen der Pianistin und ihren älteren Partnern die Musik etwas beeinträchtigt. Dennoch sei „Dolphy’s Dance“ exzellent, aber der größte Teil des Restes scheine mit Unsicherheit verbunden zu sein, sogar mit einem Hauch von Ironie.